# Chile en los Juegos Olímpicos de París 2024
Chile participó en los Juegos Olímpicos de París 2024. El responsable del equipo olímpico es el Comité Olímpico de Chile, así como las federaciones deportivas nacionales de cada deporte con participación.
El Comité Olímpico de Chile designó a Antonia Abraham y Nicolás Jarry como abanderados en la ceremonia de apertura, dando a conocer la decisión el 8 de julio de 2024.Fernanda Aguirre y Clemente Seguel fueron designados para el mismo rol en la ceremonia de clausura.

## Atletas
| Disciplina         | Deportistas |
| ------------------ | ----------- |
| Atletismo          | 9           |
| Ciclismo           | 4           |
| Deportes ecuestres | 1           |
| Esgrima            | 1           |
| Golf               | 2           |
| Judo               | 2           |
| Lucha              | 2           |
| Natación           | 2           |
| Pentatlón moderno  | 1           |
| Piragüismo         | 3           |
| Remo               | 4           |
| Taekwondo          | 2           |
| Tenis              | 3           |
| Tenis de mesa      | 3           |
| Tiro               | 2           |
| Tiro con arco      | 1           |
| Triatlón           | 2           |
| Vela               | 2           |
| Voleibol de playa  | 2           |
| Total              | 48          |

## Deportistas clasificados
Atletismo (9)
- Hugo Catrileo (maratón)[4]
- Carlos Díaz (maratón)[5]
- Natalia Duco (lanzamiento de bala) [6]
- Ivana Gallardo (lanzamiento de bala)[7]
- Gabriel Kehr (lanzamiento de martillo)[7]
- Humberto Mansilla (lanzamiento de martillo)[7]
- Claudio Romero (lanzamiento de disco)[8]
- Martín Sáenz (110m vallas)[7]
- Martina Weil (400m planos)[7]

Ciclismo (4)
- Mauricio Molina (BMX carrera)[9]
- Macarena Pérez (BMX estilo libre)[10]
- Catalina Soto (ruta)[11]
- Martín Vidaurre (montaña)[12]

Deportes ecuestres (1)
- Agustín Covarrubias (salto individual)[13]

Esgrima (1)
- Arantza Inostroza (florete)[14]

Golf (2)
- Joaquín Niemann[15]
- Guillermo Pereira[16]

Judo (2)
- Thomas Briceño (-100 kg.)[17]
- Mary Dee Vargas (-48 kg.)[18]

Lucha (2)
- Yasmani Acosta (grecorromana 130 kg.) [19]
- Néstor Almanza (grecorromana 67 kg.)[19]

Natación (2)
- Eduardo Cisternas (400m estilo libre)[20]
- Kristel Köbrich (800m, 1500m)[20]

Pentatlón moderno (1)
- Esteban Bustos[21]

Piragüismo (3)
- Paula Gómez (C2 500)[22]
- María José Mailliard (C1 200, C2 500)[23][22]
- Karen Roco (C1 200)[24]

Remo (4)
- César Abaroa (LM2x)[25]
- Antonia Abraham (W2) [26]
- Melita Abraham (W2)[26]
- Eber Sanhueza (LM2x)[25]

Taekwondo (2)
- Fernanda Aguirre (-67 kg.)[27]
- Joaquín Churchill (-80 kg.)[28]

Tenis (3)
- Tomás Barrios (individual)[29]
- Nicolás Jarry (individual, dobles)[30][31]
- Alejandro Tabilo (individual, dobles)[30][31]

Tenis de mesa (3)
- Nicolás Burgos (individual)[32]
- Paulina Vega (individual)[33]
- Zhiying Zeng (individual)[34]

Tiro (2)
- Francisca Crovetto (skeet)[35]
- Diego Parra (pistola aire 10 m.)[36]

Tiro con arco (1)
- Andrés Gallardo (individual)[37]

Triatlón (2)
- Diego Moya[38]
- Gaspar Riveros[38]

Vela (2)
- María José Poncell (Laser)[39]
- Clemente Seguel (Laser)[39]

Voleibol (2)
- Esteban Grimalt (playa)[40][41]
- Marco Grimalt (playa)[40][41]

### Bajas
- En equitación, el jinete Jaime Bittner junto a la yegua Edén aseguraron un cupo para el evento de concurso completo. Sin embargo, el cupo fue retirado debido al fallecimiento de la yegua en mayo de 2024.[42]
- El golfista Cristóbal del Solar había asegurado un cupo por su ubicación en el ranking mundial.[15] Sin embargo, declinó su participación por encontrarse disputando un cupo en el PGA Tour, ingresando Guillermo Pereira al torneo olímpico en su lugar.[16]

## Medallas

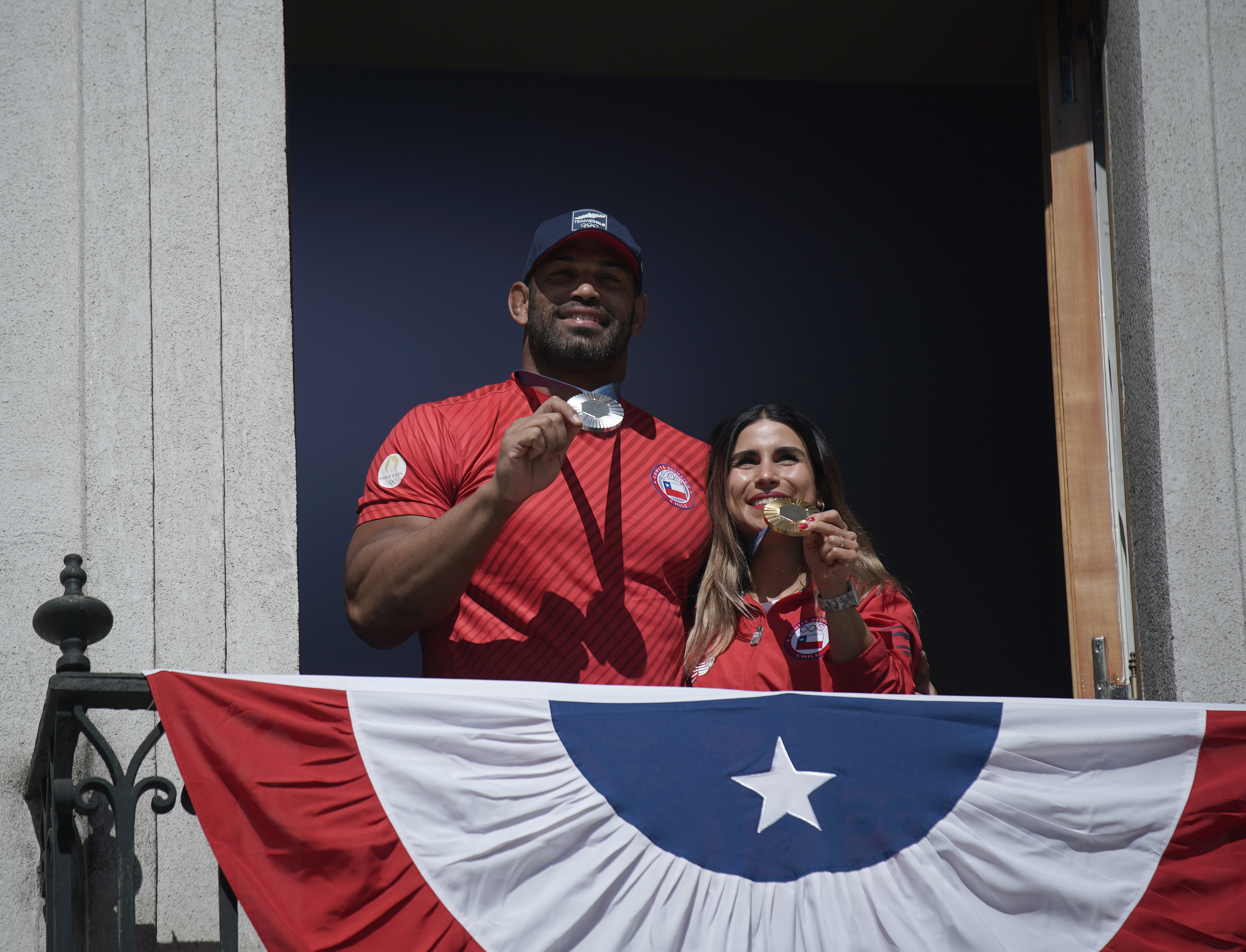
Medallistas en el balcón presidencial, durante la ceremonia de recibimiento en el Palacio de la Moneda.

| Nombre             | Deporte | Evento                | Medalla | Fecha       |
| ------------------ | ------- | --------------------- | ------- | ----------- |
| Francisca Crovetto | Tiro    | Skeet femenino        | Oro     | 4 de agosto |
| Yasmani Acosta     | Lucha   | Grecorromana - 130 kg | Plata   | 6 de agosto |

### Medalla de oro en tiro skeet
El 4 de agosto, Francisca Crovetto obtuvo medalla de oro en tiro al vuelo (skeet). Crovetto accedió al grupo de 6 finalistas tras obtener 120 aciertos en la ronda de clasificación, logrando la quinta posición tras disputar un desempate con la eslovaca Danka Barteková, la mexicana Gabriela Rodríguez y la alemana Nele Wissmer. En la final, sorteó las primeras cuatro eliminaciones y accedió a la última ronda de 10 platos junto a la británica Amber Rutter, la cual finalizaron empatadas en 55 aciertos. En el shoot-off definitorio, Crovetto ganó por 7-6, obteniendo el primer lugar. Se trata del primer oro olímpico del Team Chile obtenido por una mujer, además de la primera medalla olímpica chilena desde Pekín 2008.

### Medalla de plata en lucha grecorromana
El 5 de agosto, Yasmani Acosta aseguró una medalla en lucha grecorromana al derrotar al representante chino Meng Lingzhe en semifinales de la categoría 130 kg. Previamente derrotó al búlgaro Kiril Milov y al egipcio Abdellatif Mohamed en octavos y cuartos de final respectivamente. En el combate por la medalla de oro disputado al día siguiente, cayó por 6-0 frente al entonces cuádruple medallista olímpico de oro en la disciplina, el cubano Mijaín López, obteniendo así la medalla de plata y convirtiéndose en el primer medallista olímpico chileno en lucha.

## Diplomas olímpicos
| Nombre          | Deporte  | Evento                   | Puesto | Fecha       |
| --------------- | -------- | ------------------------ | ------ | ----------- |
| Macarena Pérez  | Ciclismo | BMX freestyle - Femenino | 5.º    | 31 de julio |
| Clemente Seguel | Vela     | Dinghy masculino         | 8.°    | 7 de agosto |

El 31 de julio, Macarena Pérez logró la quinta posición en la final de ciclismo BMX freestyle femenino tras obtener un puntaje de 84.55, consiguiendo así el primer diploma olímpico de Chile en París 2024, su segundo diploma olímpico personal y subiendo 3 lugares respecto a su participación en Tokio 2020.
El 7 de agosto, Clemente Seguel finalizó en sexto lugar la "medal race", obteniendo 94 puntos en el Resultado general de Vela ILCA 7. Así el velerista aseguró la octava posición en el puntaje general, subiendo 14 puestos respecto de su participación  en Tokio 2020. De esta manera el deportista logra el diploma olímpico y consagra la mejor presentación de Chile en esta disciplina.

## Otros resultados destacados
En ciclismo de montaña, Martín Vidaurre inició la carrera en la 13° posición y durante la competición llegó hasta el 6° lugar. Finalmente, el ciclista terminó en la 11° posición con un tiempo de 1 hora y 29 minutos, siendo el mejor latinoamericano en la competición y mejorando así, 5 lugares con respecto a su primera participación en los Juegos Olímpicos, en Tokio 2020. 
En remo doble scull ligero masculino, la dupla compuesta por César Abaroa y Eber Sanhueza en la etapa preliminar obtuvieron el 4° lugar, terminando en puestos de repechaje para clasificar a las semifinales, en esta instancia la pareja chilena obtuvo nuevamente el 4° puesto, clasificándose así a la final C de la especialidad, la cual la terminaron triunfantes con un tiempo de 6 minutos y 28 segundos, alcanzó el 13° puesto general.
En remo dos sin timonel femenino, la pareja integrada por Antonia Abraham y Melita Abraham en la fase preliminar de la competencia lograron clasificar a la semifinal luego de lograr el 3° lugar de su serie. Ya en la semifinal obtuvieron el 4° puesto de su prueba con un diferencia de 12,68 segundos del 1° lugar, siendo relegadas a la final B. En esta final, ocurrida el día 2 de agosto, lograron el 3° lugar con un tiempo de 7 minutos y 10,45 segundos, consiguiendo el 9° puesto general y rozando el diploma olímpico.
En golf masculino, Joaquín Niemann obtuvo el 9° lugar general, el cual fue compartido con otros 4 golfistas, luego de conseguir un puntaje 66, 70, 68 y 68 en las 4 rondas respectivamente, teniendo un puntaje total de 272 y 12 golpes bajo el par, siendo el mejor latinoamericano de la competencia. De esta forma mejoró con respecto a su participación en Tokio 2020, donde se ubicó el 10° puesto.

## Detalle por deporte

### Atletismo

#### Eventos de lanzamiento
| Atleta            | Evento                            | Clasificación | Clasificación | Final        | Final        |
| Atleta            | Evento                            | Distancia     | Posición      | Distancia    | Posición     |
| ----------------- | --------------------------------- | ------------- | ------------- | ------------ | ------------ |
| Gabriel Kehr      | Lanzamiento de martillo masculino | 72,31 m       | 20.°          | No clasificó | No clasificó |
| Humberto Mansilla | Lanzamiento de martillo masculino | 71,83 m       | 24.°          | No clasificó | No clasificó |
| Claudio Romero    | Lanzamiento de disco masculino    | NM            | —             | No clasificó | No clasificó |
| Natalia Duco      | Lanzamiento de bala femenino      | 16,11 m       | 30.°          | No clasificó | No clasificó |
| Ivana Gallardo    | Lanzamiento de bala femenino      | 17,47 m       | 18.°          | No clasificó | No clasificó |

#### Eventos de carrera
| Atleta        | Evento                | Serie  | Serie  | Repechaje | Semifinal | Semifinal    | Final        | Final        |              |
| Atleta        | Evento                | Tiempo | Lugar  | Tiempo    | Lugar     | Tiempo       | Lugar        | Tiempo       | Lugar        |
| ------------- | --------------------- | ------ | ------ | --------- | --------- | ------------ | ------------ | ------------ | ------------ |
| Martín Sáenz  | 110m vallas masculino | 13.83  | 35°(R) | 13.95     | 18°       | No clasificó | No clasificó | No clasificó | No clasificó |
| Martina Weil  | 400m planos femenino  | 51.15  | 23°(R) | 51.79     | 10°       | No clasificó | No clasificó | No clasificó | No clasificó |
| Hugo Catrileo | Maratón masculina     | -      | -      | -         | -         | -            | -            | 2:14:25      | 53°          |
| Carlos Díaz   | Maratón masculina     | -      | -      | -         | -         | -            | -            | 2:15:44      | 59°          |

### Ciclismo

#### Montaña
| Deportista      | Evento                  | Tiempo  | Lugar |
| --------------- | ----------------------- | ------- | ----- |
| Martín Vidaurre | Cross-Country Masculino | 1:29:00 | 11.°  |

#### BMX Freestyle
| Deportista     | Evento   | Clasificación | Clasificación | Clasificación | Clasificación | Final   | Final   | Final | Final |
| Deportista     | Evento   | Ronda 1       | Ronda 2       | Promedio      | Lugar         | Ronda 1 | Ronda 2 | Mejor | Lugar |
| -------------- | -------- | ------------- | ------------- | ------------- | ------------- | ------- | ------- | ----- | ----- |
| Macarena Pérez | Femenino | 85.13         | 83.36         | 84.24         | 7.°           | 83.80   | 84.55   | 84.55 | 5.°   |

#### BMX Racing
| Mauricio Molina | Masculino | 33.752 | 7 | 33.615 | 4 | 33.153 | 6 | 17 | 18° (LC) | 33.881 | 3° (SF) | No finalizó | No finalizó | No finalizó | No finalizó | No finalizó | No finalizó | No finalizó | 8° | No clasificó | No clasificó | No clasificó | No clasificó | No clasificó | No clasificó | No clasificó | No clasificó |

#### Ruta
| Atleta        | Evento           | Tiempo  | Lugar |
| ------------- | ---------------- | ------- | ----- |
| Catalina Soto | Carrera femenina | 4:09:49 | 60°   |

### Deportes ecuestres
| Deportista          | Caballo                | Evento           | Clasificación | Clasificación | Final        | Final        | Total        | Total        |
| Deportista          | Caballo                | Evento           | Penal         | Posición      | Penal        | Posición     | Penal        | Posición     |
| ------------------- | ---------------------- | ---------------- | ------------- | ------------- | ------------ | ------------ | ------------ | ------------ |
| Agustín Covarrubias | Nelson du Petit Vivier | Salto individual | 31            | 65.°          | No clasificó | No clasificó | No clasificó | No clasificó |

### Esgrima
| Deportista        | Evento                      | Ronda de 64        | Ronda de 32        | Ronda de 16        | Cuartos de final   | Semifinal          | Final / BM         | Posición |
| Deportista        | Evento                      | Oponente Resultado | Oponente Resultado | Oponente Resultado | Oponente Resultado | Oponente Resultado | Oponente Resultado | Posición |
| ----------------- | --------------------------- | ------------------ | ------------------ | ------------------ | ------------------ | ------------------ | ------------------ | -------- |
| Arantza Inostroza | Florete individual femenino | Exento             | Guo (CAN) D (15-7) | No clasificó       | No clasificó       | No clasificó       | No clasificó       | 26.°     |

### Golf
| Atleta            | Evento    | Ronda 1 | Ronda 2 | Ronda 3 | Ronda 4 | Total   | Total | Total |
| Atleta            | Evento    | Puntaje | Puntaje | Puntaje | Puntaje | Puntaje | Par   | Lugar |
| ----------------- | --------- | ------- | ------- | ------- | ------- | ------- | ----- | ----- |
| Joaquín Niemann   | Masculino | 66      | 70      | 68      | 68      | 272     | -12   | T9    |
| Guillermo Pereira | Masculino | 69      | 76      | 74      | 66      | 285     | +1    | T45   |

### Judo
| Atleta          | Evento            | Ronda de 32            | Octavos de final   | Cuartos de final   | Semifinal          | Repechaje          | Final / MB         | Posición |
| Atleta          | Evento            | Oponente Resultado     | Oponente Resultado | Oponente Resultado | Oponente Resultado | Oponente Resultado | Oponente Resultado | Posición |
| --------------- | ----------------- | ---------------------- | ------------------ | ------------------ | ------------------ | ------------------ | ------------------ | -------- |
| Mary Dee Vargas | −48 kg femenino   | Martínez (ESP) D 01-00 | No clasificó       | No clasificó       | No clasificó       | No clasificó       | No clasificó       | 17.°     |
| Thomas Briceño  | −100 kg masculino | Kuczera (POL) D 10-00  | No clasificó       | No clasificó       | No clasificó       | No clasificó       | No clasificó       |          |

### Lucha
| Deportista     | Evento              | Octavos de final   | Cuartos de final    | Semifinal          | Repechaje          | Final / BM         | Final / BM       |
| Deportista     | Evento              | Oponente Resultado | Oponente Resultado  | Oponente Resultado | Oponente Resultado | Oponente Resultado | Posición         |
| -------------- | ------------------- | ------------------ | ------------------- | ------------------ | ------------------ | ------------------ | ---------------- |
| Yasmani Acosta | Grecorromana 130 kg | Milov (BUL) V 1-1  | Mohamed (EGY) V 2-1 | Meng (CHN) V 1-1   | Exento             | López (CUB) D 6-0  | Medalla de plata |
| Néstor Almanza | Grecorromana 67 kg  | Petic (MDA) D 4-0  | No clasificó        | No clasificó       | No clasificó       | No clasificó       | No clasificó     |

### Natación
| Atleta            | Evento                      | Preliminares | Preliminares | Final        | Final        |
| Atleta            | Evento                      | Tiempo       | Lugar        | Tiempo       | Lugar        |
| ----------------- | --------------------------- | ------------ | ------------ | ------------ | ------------ |
| Eduardo Cisternas | 400m estilo libre masculino | 3:51.29(RN)  | 25.°         | No clasificó | No clasificó |
| Kristel Köbrich   | 800m estilo libre femenino  | 8:46.46      | 15.°         | No clasificó | No clasificó |
| Kristel Köbrich   | 1500m estilo libre femenino | 16:27.18     | 14.°         | No clasificó | No clasificó |

### Pentatlón moderno
| Atleta         | Evento    | Semifinal                      | Semifinal                      | Semifinal                      | Semifinal                     | Semifinal                     | Semifinal                     | Semifinal                   | Semifinal                   | Semifinal                   | Semifinal                                                 | Semifinal                                                 | Semifinal                                                 | Semifinal                                                 | Semifinal    | Final        | Lugar final |
| -------------- | --------- | ------------------------------ | ------------------------------ | ------------------------------ | ----------------------------- | ----------------------------- | ----------------------------- | --------------------------- | --------------------------- | --------------------------- | --------------------------------------------------------- | --------------------------------------------------------- | --------------------------------------------------------- | --------------------------------------------------------- | ------------ | ------------ | ----------- |
| Atleta         | Evento    | Esgrima (espada a toque único) | Esgrima (espada a toque único) | Esgrima (espada a toque único) | Natación (200 m estilo libre) | Natación (200 m estilo libre) | Natación (200 m estilo libre) | Equitación (salto ecuestre) | Equitación (salto ecuestre) | Equitación (salto ecuestre) | Combinado: tiro/atletismo (10 m pistola de aire)/(3200 m) | Combinado: tiro/atletismo (10 m pistola de aire)/(3200 m) | Combinado: tiro/atletismo (10 m pistola de aire)/(3200 m) | Combinado: tiro/atletismo (10 m pistola de aire)/(3200 m) | Total puntos | No clasificó | Lugar final |
| Atleta         | Evento    | Resultados                     | Lugar                          | Puntos                         | Tiempo                        | Lugar                         | Puntos                        | Penalizaciones              | Lugar                       | Puntos                      | Tiempo tiro                                               | Tiempo                                                    | Lugar                                                     | Puntos                                                    | Total puntos | No clasificó | Lugar final |
| Esteban Bustos | Masculino | 13-22 (1-1 RB)                 | 17.°                           | 192                            | 2:09,70                       | 17.°                          | 291                           | 19                          | 16°                         | 281                         | 1:00,62                                                   | 10:46,96                                                  | 17.°                                                      | 654                                                       | 1418         | No clasificó | 32.°        |

### Piragüismo

#### Aguas tranquilas
| Deportista                       | Evento                         | Preliminar | Preliminar | Cuartos de final | Cuartos de final | Semifinales | Semifinales | Finales | Finales  | Posición |
| Deportista                       | Evento                         | Tiempo     | Posición   | Tiempo           | Posición         | Tiempo      | Posición    | Tiempo  | Posición | Posición |
| -------------------------------- | ------------------------------ | ---------- | ---------- | ---------------- | ---------------- | ----------- | ----------- | ------- | -------- | -------- |
| Paula Gómez María José Mailliard | Canoa doble 500m femenino      | 2:00.28    | 4.°        | 2:00.82          | 2°               | 1:58.10     | 5° (B)      | 2:05.02 | 4°       | 12°      |
| María José Mailliard             | Canoa individual 200m femenino | 46.50      | 2.° (SF)   | Exento           | Exento           | 46.76       | 6° (B)      | 46.77   | 4°       | 12°      |
| Karen Roco                       | Canoa individual 200m femenino | 47.55      | 5°         | 47.73            | 2°               | 47.63       | 7° (B)      | 48.25   | 7°       | 15°      |

### Remo
| Deportista                     | Evento                       | Preliminar | Preliminar | Repechaje | Repechaje | Semifinales | Semifinales | Finales | Finales  | Posición |
| Deportista                     | Evento                       | Tiempo     | Posición   | Tiempo    | Posición  | Tiempo      | Posición    | Tiempo  | Posición | Posición |
| ------------------------------ | ---------------------------- | ---------- | ---------- | --------- | --------- | ----------- | ----------- | ------- | -------- | -------- |
| Antonia Abraham Melita Abraham | Dos sin timonel femenino     | 7:23,01    | 3.° (SF)   | Exento    | Exento    | 7:26,82     | 4.° (B)     | 7:10,45 | 3°       | 9°       |
| César Abaroa Eber Sanhueza     | Doble scull ligero masculino | 6:46,90    | 4.° (R)    | 6:58,78   | 4.° (C)   | Exento      | Exento      | 6:28,00 | 1.°      | 13°      |

### Taekwondo
| Atleta            | Evento           | Octavos de final   | Cuartos de final   | Semifinal          | Repechaje          | Medalla de bronce  | Final              | Final        |
| Atleta            | Evento           | Oponente Resultado | Oponente Resultado | Oponente Resultado | Oponente Resultado | Oponente Resultado | Oponente Resultado | Lugar        |
| ----------------- | ---------------- | ------------------ | ------------------ | ------------------ | ------------------ | ------------------ | ------------------ | ------------ |
| Joaquín Churchill | Masculino −80 kg | Seo (KOR) D 2-1    | No clasificó       | No clasificó       | No clasificó       | No clasificó       | No clasificó       | No clasificó |
| Fernanda Aguirre  | Femenino +67 kg  | Kuş (TUR) D 2-1    | No clasificó       | No clasificó       | No clasificó       | No clasificó       | No clasificó       | No clasificó |

### Tenis
| Deportista                     | Evento               | Ronda de 64                   | Ronda de 32                                 | Ronda de 16                                 | Cuartos de final   | Semifinales        | Final / MB         |
| Deportista                     | Evento               | Oponente Resultado            | Oponente Resultado                          | Oponente Resultado                          | Oponente Resultado | Oponente Resultado | Oponente Resultado |
| ------------------------------ | -------------------- | ----------------------------- | ------------------------------------------- | ------------------------------------------- | ------------------ | ------------------ | ------------------ |
| Tomás Barrios                  | Individual masculino | Cerúndolo (ARG) D (6-2, 6-1)  | No clasificó                                | No clasificó                                | No clasificó       | No clasificó       | No clasificó       |
| Nicolás Jarry                  | Individual masculino | Popyrin (AUS) D (6-3, 7-6(5)) | No clasificó                                | No clasificó                                | No clasificó       | No clasificó       | No clasificó       |
| Alejandro Tabilo               | Individual masculino | Safiullin (AIN) D (6-4, 6-4)  | No clasificó                                | No clasificó                                | No clasificó       | No clasificó       | No clasificó       |
| Nicolás Jarry Alejandro Tabilo | Dobles masculino     |                               | Darderi/Musetti (ITA) V (6-3, 6-7(5), 10-5) | Macháč/Pavlásek (CZE) D (5-7, 7-6(6), 10-4) | No clasificó       | No clasificó       | No clasificó       |

### Tenis de mesa
| Deportista     | Evento               | Preliminares                                     | Ronda de 64                                    | Ronda de 32        | Octavos de final   | Cuartos de final   | Semifinales        | Final / MB         |
| Deportista     | Evento               | Oponente Resultado                               | Oponente Resultado                             | Oponente Resultado | Oponente Resultado | Oponente Resultado | Oponente Resultado | Oponente Resultado |
| -------------- | -------------------- | ------------------------------------------------ | ---------------------------------------------- | ------------------ | ------------------ | ------------------ | ------------------ | ------------------ |
| Zhiying Zeng   | Individual femenino  | Sahakian (LBN) D (4-11, 14-12, 11-5, 11-3, 11-8) | No clasificó                                   | No clasificó       | No clasificó       | No clasificó       | No clasificó       | No clasificó       |
| Paulina Vega   | Individual femenino  | Exento                                           | Zhang (CAN) D (11-7, 11-5, 11-7, 11-8)         | No clasificó       | No clasificó       | No clasificó       | No clasificó       | No clasificó       |
| Nicolás Burgos | Individual masculino | Exento                                           | Gerassimenko (KAZ) D (11-4, 11-5, 12-10, 11-6) | No clasificó       | No clasificó       | No clasificó       | No clasificó       | No clasificó       |

### Tiro
| Deportista         | Evento                        | Clasificación | Clasificación | Final        | Final          |
| Deportista         | Evento                        | Puntos        | Posición      | Puntos       | Posición       |
| ------------------ | ----------------------------- | ------------- | ------------- | ------------ | -------------- |
| Diego Parra        | Pistola de aire 10m masculino | 568           | 27.°          | No clasificó | No clasificó   |
| Francisca Crovetto | Skeet femenino                | 120 SO(+8)    | 5.°           | 55 SO(+7)    | Medalla de oro |

### Tiro con arco
| Deportista      | Evento               | Clasificación | Clasificación | Ronda de 32         | Ronda de 16     | Cuartos de final | Semifinales     | Final / MB      | Posición |
| Deportista      | Evento               | Puntos        | Posición      | Oponente Puntos     | Oponente Puntos | Oponente Puntos  | Oponente Puntos | Oponente Puntos | Posición |
| --------------- | -------------------- | ------------- | ------------- | ------------------- | --------------- | ---------------- | --------------- | --------------- | -------- |
| Andrés Gallardo | Individual masculino | 641           | 57.°          | Gazoz (TUR) D (6-0) | No clasificó    | No clasificó     | No clasificó    | No clasificó    |          |

### Triatlón
| Deportista     | Evento               | Natación (1,5 km) | Trans 1 | Ciclismo (40 km) | Trans 2 | Carrera a pie (10 km) | Tiempo total | Posición |
| -------------- | -------------------- | ----------------- | ------- | ---------------- | ------- | --------------------- | ------------ | -------- |
| Diego Moya     | Individual masculino | 21:05             | 0:51    | 51:31            | 0:26    | 33:54                 | 1:47:47      | 28.°     |
| Gaspar Riveros | Individual masculino | 22:14             | 0:50    | 53:47            | 0:28    | 32:29                 | 1:49:48      | 38.°     |

### Vela
| Atleta             | Evento                   | Regatas | Regatas | Regatas | Regatas | Regatas | Regatas | Regatas | Regatas | Regatas | Regatas | Puntos | Lugar  | Medal Race   | Total        | Lugar |
| Atleta             | Evento                   | 1       | 2       | 3       | 4       | 5       | 6       | 7       | 8       | 9       | 10      | Puntos | Lugar  | Medal Race   | Total        | Lugar |
| ------------------ | ------------------------ | ------- | ------- | ------- | ------- | ------- | ------- | ------- | ------- | ------- | ------- | ------ | ------ | ------------ | ------------ | ----- |
| Clemente Seguel    | Dinghy masculino (Laser) | 2       | 28      | 18      | 10      | 8       | 17      | 18      | 9       | ND      | ND      | 82     | 8°(MR) | 6°           | 94           | 8.°   |
| María José Poncell | Dinghy femenino (Laser)  | 37      | 42      | 37      | 36      | 39      | 37      | 27      | 37      | 28      | ND      | 278    | 38°    | No clasificó | No clasificó | 38°   |

### Voleibol de playa
| Atletas                       | Evento           | Ronda preliminar (Grupo B)       | Ronda preliminar (Grupo B)                 | Ronda preliminar (Grupo B)                 | Pos.   | Repechaje                       | Ronda de 16                            | Cuartos de final    | Semifinal           | Final / MB          | Final / MB   |
| Atletas                       | Evento           | Oponentes Resultado              | Oponentes Resultado                        | Oponentes Resultado                        | Pos.   | Oponentes Resultado             | Oponentes Resultado                    | Oponentes Resultado | Oponentes Resultado | Oponentes Resultado | Lugar        |
| ----------------------------- | ---------------- | -------------------------------- | ------------------------------------------ | ------------------------------------------ | ------ | ------------------------------- | -------------------------------------- | ------------------- | ------------------- | ------------------- | ------------ |
| Esteban Grimalt Marco Grimalt | Torneo masculino | Mol/Sørum (NOR) D (21-14, 21-16) | Immers/van de Velde (NED) D (21-19, 21-16) | Carambula/Ranghieri (ITA) V (21-15, 23-21) | 3° (R) | Dearing/Schachter (CAN) V (RET) | Tijan/Younousse (QAT) D (21-14, 21-13) | No clasificó        | No clasificó        | No clasificó        | No clasificó |

## Otros participantes
El tirador Jorge Antonio Salhe es un deportista chileno-palestino y que participará en el evento del tiro skeet, siendo uno de los ocho representantes olímpicos de Palestina en los Juegos Olímpicos de París 2024.